# Proceratophrys paviotii
Proceratophrys paviotii är en groddjursart som beskrevs av Cruz, Prado och Eugenio Izecksohn 2005. Proceratophrys paviotii ingår i släktet Proceratophrys och familjen Cycloramphidae. IUCN kategoriserar arten globalt som otillräckligt studerad. Inga underarter finns listade i Catalogue of Life.